# Marcello Mugnaini
Marcello Mugnaini (Montemignaio, 12 de noviembre de 1940) fue un ciclista italiano, que fue profesional entre 1964 y 1969. Sus éxitos deportivos más importantes serían una etapa al Tour de Francia y dos al Giro de Italia. Su hermano pequeño Gabriele también fue ciclista profesional.

## Palmarés
- 1963
  - Vencedor de una etapa del Tour del Porvenir
- 1964
  - Vencedor de una etapa del Giro de Italia
- 1965
  - 1r a Maggiora
  - Vencedor de una etapa de la Vuelta a Suiza
- 1966
  - Vencedor de una etapa del Tour de Francia
- 1967
  - Vencedor de una etapa del Giro de Italia

### Resultados al Giro de Italia
- 1964. 7º de la clasificación general. Vencedor de una etapa
- 1965. 4º de la clasificación general
- 1966. 14º de la clasificación general
- 1967. 14º de la clasificación general. Vencedor de una etapa

### Resultados al Tour de Francia
- 1966. 5º de la clasificación general. Vencedor de una etapa
- 1967. Abandona (13.ª etapa) por caída